# Oxyporus connatus
Oxyporus connatus är en svampart som först beskrevs av Johann Anton Weinmann, och fick sitt nu gällande namn av Robert Kühner. Oxyporus connatus ingår i släktet Oxyporus, klassen Agaricomycetes, divisionen basidiesvampar och riket svampar.   Inga underarter finns listade i Catalogue of Life.